# فرودگاه هینتن/جاسپر-هینتن
فرودگاه هینتن/جاسپر-هینتن (به انگلیسی: Hinton/Jasper-Hinton Airport) یک فرودگاه همگانی است که یک باند فرود آسفالت دارد و طول باند آن ۱٬۳۷۵ متر است. این فرودگاه در کشور کانادا قرار دارد و در ارتفاع ۱۲۲۱ متری از سطح دریا واقع شده‌است.